# Константиновка (Хабаровський район)
Константи́новка (рос. Константиновка) — село у складі Хабаровського району Хабаровського краю, Росія. Входить до складу Галкинського сільського поселення.

## Населення
Населення — 382 особи (2010; 409 у 2002).
Національний склад (станом на 2002 рік):
- росіяни — 90 %